# Codabar

Codabar es un código de barras lineal desarrollado en el 1972 por Pitney Bowes. Fue especialmente diseñado para poder ser leído sin problemas aun si fuera impreso por una impresora de matriz de puntos. Además la nueva simbología permitía contener más información en el mismo tamaño de etiqueta. 